# Étolo
Étolo, filho de Endimião, foi, na mitologia grega, o heroi epônimo da Etólia.

## Família
Endimião era filho de Étlio, filho de Zeus e Protogênia, filha de Deucalião. A mãe de Endimião era Cálice, filha de Éolo e Enarete.
Endimião teve cinquenta filhas com a deusa Selene, ou, mais provavelmente, teve três filhos Peão, Epeu e Étolo, e uma filha, Eurícida. A mãe de Étolo poderia ser Asteródia, Cromia, filha de Ítono, filho de Anfictião, Hipéripe, filha de Arcas, uma náiade ou Ifianassa.

## Reinado em Olímpia
Endimião fez seus filhos correrem em Olímpia, e o vencedor, Epeu, foi nomeado seu sucessor. A partir deste momento, os habitantes passaram a se chamar epeus.
Segundo Pausânias, Étolo permaneceu em casa, mas seu irmão Peão, envergonhado, mudou-se para a região além do rio Axius, que passou a se chamar Peônia.
Étolo sucedeu seu irmão Epeu. Segundo Pausânias, ele matou Ápis por acidente, durante uma corrida para homenagear Azan. Ápis era filho de Jasão, de Pallantium na Arcádia, ou era filho de Foroneu.
Étolo, por pressão dos filhos de Ápis, que o acusaram de homicídio, teve que fugir do Peloponeso, e o novo rei dos epeus foi seu sobrinho Élio, filho de Eurícida e Posidão; este Élio foi o pai de Augias, algumas vezes dito como filho do deus Hélio.

## Reinado na Etólia
Étolo fugiu para o país dos curetes. Lá, ele matou seus anfitriões, Doro, Laódoco e Polipetes, filhos de Apolo e Fítia, e passou a chamar o país de Etólia.
Étolo se casou com Pronoe, filha de Phorbus, com quem teve dois filhos, Pleurão e Calidão, que fundaram duas cidades na Etólia com seus nomes, Pleurão e Calidão.